# Cheyenne Wells
Cheyenne Wells är administrativ huvudort i Cheyenne County i Colorado. Enligt 2020 års folkräkning hade Cheyenne Wells 758 invånare.